# Stonewall Book Award

Лого Stonewall Book Award

Stonewall Book Award — литературная премия, которая спонсируется Американской библиотечной ассоциацией. Stonewall Book Awards является первой и одной из самых известных премий для книг на ЛГБТ-тематику. Премии присуждаются произведениям на английском языке. Победители объявляются в январе и им вручаются денежные премии.
С 1990 года премии вручаются в двух категориях: беллетристика (Barbara Gittings Literature Award) и научная литература (Israel Fishman Non-Fiction Award), а с 2010 года выделена также отдельная премия в категории детской и юношеской литературы (Children’s and Young Adult Literature Award).
Впервые премия была вручена в 1971. В разные года она носила различные названия:
- 1971—1986: Gay Book Award
- 1987—1993: Gay and Lesbian Book Award
- 1994—1998: Gay, Lesbian and Bisexual Book Award
- 1999—2001: Gay, Lesbian, Bisexual and Transgendered Book Award

В 2002 премия получила своё настоящее название в память Стоунволлского восстания (1969).